# أم سلمة
أم سَلَمَة هند بنت أبي أمية المخزومية القرشية إحدى زوجات الرسول محمد، وإحدى أمهات المؤمنين، ومن السابقين إلى الإسلام، كانت زوجة لأبي سلمة بن عبد الأسد، وهاجرت معه الهجرة الأولى إلى بلاد الحبشة، وعند الهجرة إلى المدينة المنورة منعها أهلها من الهجرة مع زوجها، ثم خلّوا سبيلها فأخذت ولدها وارتحلت، حتى لقيت عثمان بن طلحة بالتنعيم فأوصلها إلى يثرب، وقيل: إنها أوَّل امرأة خرجت مهاجرةً إلى الحبشة، وأول ظعينةٍ دخلت المدينة. ولمَّا توفي أبو سلمة، تزوجها النبي.
رافقت أم سلمة النبي في عدد من الغزوات، وأُخِذ برأيها يوم الحديبية فأشارت عليه ألا يكلم أحدًا حتى ينحر بُدْنَهُ ويدعو حالقه فيحلق له، فكانت تُوصف «بالرأي الصَّائب والعقل البالغ»، وبعد وفاة النبي كان الصحابة يسألونها عن الأحاديث النبوية، فروت 378 حديثًا وفقًا لبقي بن مخلد منها ثلاثة عشر حديثًا متفقًا عليه، وانفرد البخاري بثلاثة، ومسلم بثلاثة عشر، كما أورد لها الذهبي في مسنده 380 حديثًا، فروت الحديث عن النبي مباشرةً، وروايةً عن أبي سلمة وفاطمة الزهراء، وروى عنها ولداها: عمر بن أبي سلمة، وزينب بنت أبي سلمة، وأخوها عامر بن أبي أمية، وابن أخيها مصعب بن عبد الله بن أبي أمية، وعدد من الصحابة والتابعين.
توفيت أم سلمة في المدينة المنورة، وهي آخر من توفي من أمهات المؤمنين، ودُفنت في مقبرة البقيع.

## حياتها قبل البعثة

### نسبها واسمها

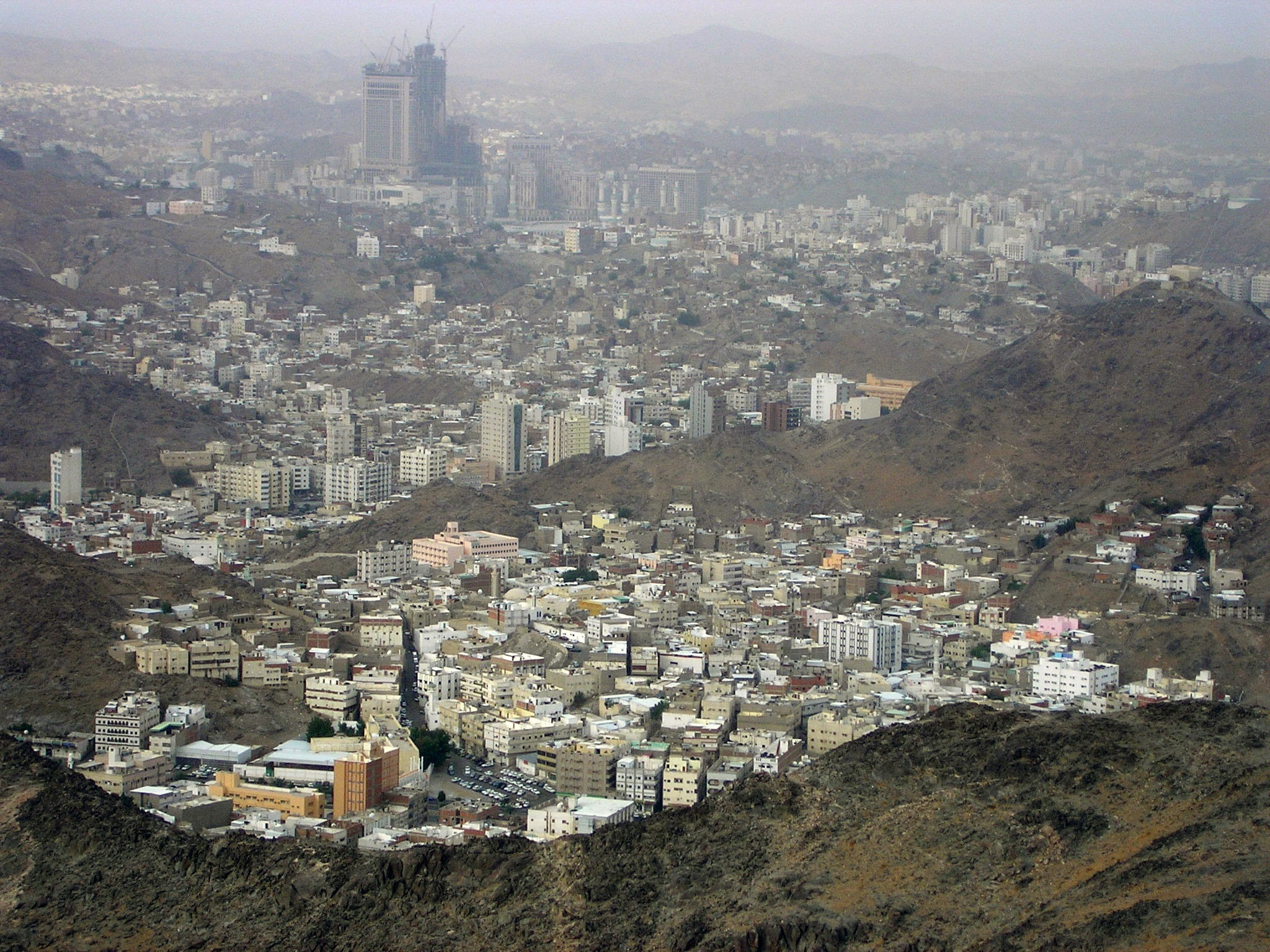
منظر كاشف لمكة المكرمة من على متن جبل النور.

- هي أم سلمة بنت أبي أمية واسمه سهيل[12] بن المغيرة بن عبد الله بن عمر بن مخزوم[13] بن يقظة بن مرة بن كعب بن لؤي بن غالب بن فهر.[14]
- أمّها عَاتِكة بنت عامر بن ربيعة بن مالك بن جَذِيمة بن علقمة جِدْل الطّعَان بن فِراس بن غَنْم بن مالك بن كِنَانة،[13] وذكر ابن شهر آشوب في كتابه «مناقب آل أبي طالب» وغيره أنّ والدتها عاتكة بنت عبد المطلب عمة النبي،[15][16] بينما قال صاحب كتاب «معالي الرتب»: «ومما شاع من الأخطاء ظنُّ بعضِهم أن أم المؤمنين أم سلمة بنت أبي أمية  من بنات عاتكة بنت عبد المطلب، وليس كذلك....».[17]
- إخوتها: المهاجر بن أبي أمية، وعبد الله بن أبي أمية، وزهير بن أبي أمية، وهشام بن أبي أمية، وأبو عبيدة بن أبي أمية، ومسعود بن أبي أمية، وربيعة بن أبي أمية، وعبد الله بن أبي أمية، وقريبة الكبرى ابنة أبي أمية، وقريبة الصغرى بنت أبي أمية.[18] وكان الصحابيُّ عمار بن ياسر أخاها من الرضاعة.[19]

واسمها «هِنْدُ»، وقيل «رَمْلة»، لكن الذهبي نفى ذلك، لأن رملة اسم أم المؤمنين أم حبيبة. وقد اشتهرت بكنيتها «أم سلمة» نسبةً إلى ولدها سلمة بن أبي سلمة. أمّا أبوها فاسمه «حذيفة»، وقيل: «سهل»، وقيل: «سهيل»، ويلقَّبُ «زادَ الراكب»؛ لأنه كان أحد الأجواد؛ فكان إذا سافر لايترك من يرافقه ومعه زاد، بل يكفي رفقته من الزَّاد، ويكنّى أبا أمية، وكان من سادات بني مخزوم. وأم سلمة ابنة عم الصحابي خالد بن الوليد، وأبي جهل بن هشام.

### ولادتها ونشأتها
ولدت أم سلمة في مكة المكرمة، وذكر الزركلي في «الأعلام» أنّ ولادتها كانت سنة 28 ق.هـ. نشأت في بيت والدها أبي أمية الذي كان من سادات قريش، وتزوجت من ابن عمها أبي سلمة بن عبد الأسد المخزومي.

## حياتها بعد البعثة

### إسلامها وهجرتها إلى الحبشة

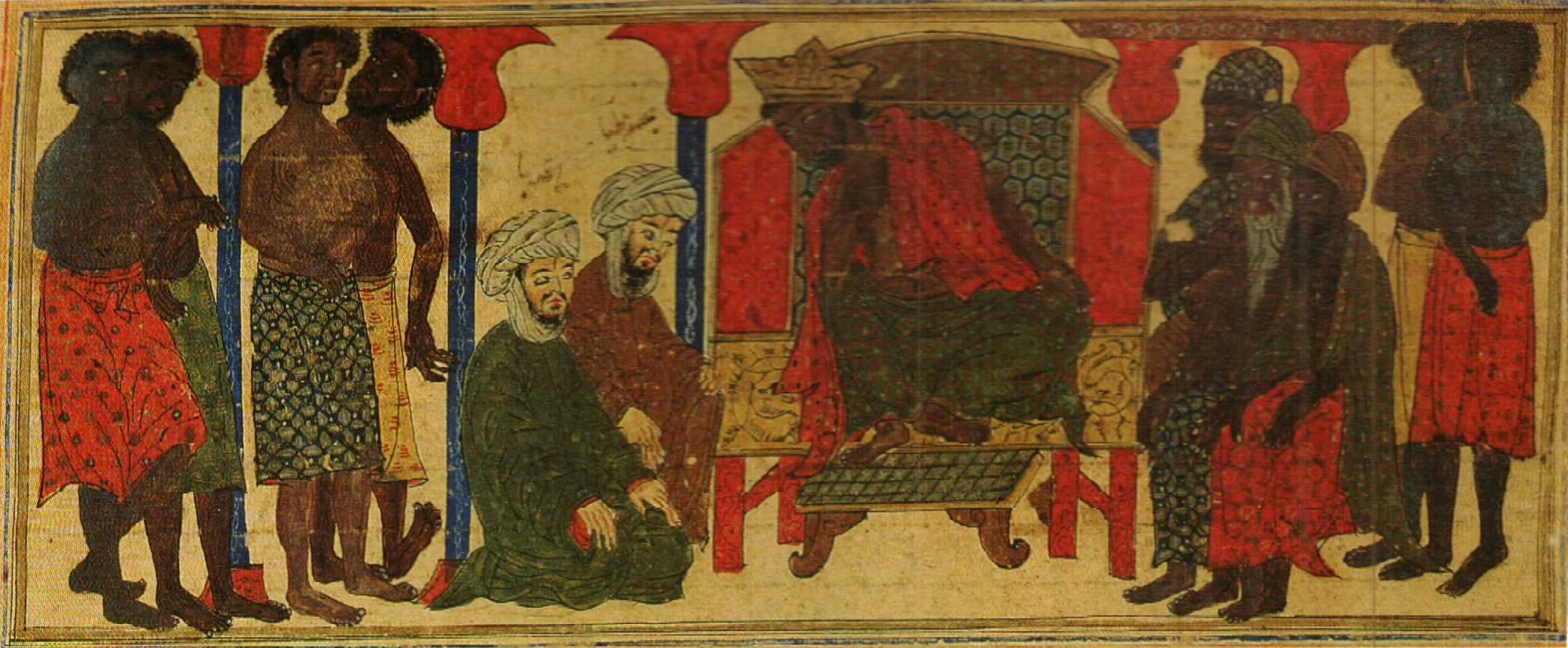
رسم توضيحي يصور النجاشي وهو يرفض طلب وفد مكي يطلب منه تسليم المسلمين

كانت أم سلمة وزوجها أبو سلمة من السابقين إلى الإسلام، ولما رأى النبي ما يصيب أصحابه من أذى زعماء قريش لهم، أمرهم بالهجرة إلى الحبشة، فهاجرت أم سلمة مع زوجها إلى الحبشة. روى ابن هشام في «سيرته» عن أم سلمة خبرًا طويلًا عن الهجرة إلى الحبشة تحدثت فيه عن الأمن والاستقرار الذي لحق بهم حين نزلوها، وكيف أنَّ قريشًا ائتمروا بينهم أن يبعثوا إلى النجاشي ويقدموا له الهدايا، واتهمتهم في دينهم، وسألوا النجاشي أن يردهم لأهلهم إلا أنَّ النجاشي لم يفصل في شيء حتى استدعى جعفر بن أبي طالب، فسأله، فشرح للنجاشي معالم دينهم وأخلاقهم، وختم حديثه بآيات من سورة مريم، فرفض النجاشي طلب قريش، وفرح المهاجرون بذلك، وقد أنجبت أم سلمة ولدها سلمة هناك.

### الرجوع من الحبشة إلى مكة
عادت أم سلمة وزوجها إلى مكة بعد أن بلغ المسلمين في الحبشة إسلام أهل مكة، فوجدوا أمر قريشٍ على حاله، وأنّ ما بلغهم من إسلام أهل مكة كان باطلًا، فلم يجرؤ منهم أحدُ أن يدخلَ مكة إلا مستجيرًا أو مستخفيًا، فدخل أبو سلمة وزوجه أم سلمة في جوار خاله أبي طالب. فمشى إليه رجال من بني مخزوم، فقالوا له: يا أبا طالب، لقد منعت منا ابن أخيك محمدًا، فما لك ولصاحبنا تمنعه منا؟ قال: «إنَّهُ اسْتَجَارَ بِي، وَهُوَ ابْنُ أُخْتِي، وَإِنْ أَنَا لَمْ أَمْنَعْ ابْنَ أُخْتِي لَمْ أَمْنَعْ ابْنَ أَخِي». فبقي أبو سلمة وزوجته في مكة، حتى مات أبو طالب، وبموته نال المشركون من النبي وأتباعه مالم ينالوه في حياته.

### هجرتها إلى المدينة

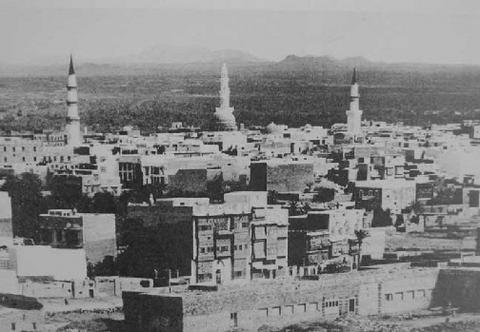
منظر عام للمدينة المنورة قديمًا.

أمر النبي أتباعه بالهجرة إلى المدينة المنورة حوالي سنة 622م بسبب ما كانوا يلاقونه من أذى وعذاب من زعماء قريش خاصة بعد وفاة أبي طالب، فهمّ أبو سلمة وأم سلمة بالهجرة، لكن أهلها منعوا أبا سلمة من السير بها إلى المدينة، فهاجر منفردًا، وأتى بنو عبد الأسد قوم أبي سلمة فحازوا ابنها سلمة إليهم، فظلت أم سلمة في حزن تبكيهم، حتى رقّ أهلها لحالها، وتركوها تلحق بزوجها إلى يثرب، ومعها ابنها سلمة. خرجت أم سلمة مع ابنها تنوي الهجرة إلى يثرب دون رفيق، فرآها عثمان بن طلحة وسألها عن وجهتها، فأخبرته، فأخذ بخطام دابتها، ورحل بها إلى مشارف المدينة، وقفل راجعًا. وفي المدينة أنجبت أم سلمة ثلاثة أولاد هم «درة» و«عمر» و«زينب»، أمّا ولدها «سلمة» فوُلد في الحبشة حسب بعض الروايات، وتقول رواياتٌ أخرى إنها أنجبت جميع أولادها في الحبشة.
رُوي عن مالك بن أنس قال: «هاجرت أم سلمة وأم حَبِيبة إلى أرض الحبشة، ثم خرجت أم سلمة مهاجرة إلى المدينة شرفها الله تعظيمًا وتكريمًا، وخرج معها رجلٌ من المشركين وكان ينزل بناحية منها إذا نَزلت، ويسير معها إذا سارت، ويرحل بعيرها، ويتنحى إذا ركبت، فلما نظر إلى نخل المدينة المباركة قال لها: هذه الأرض التي تريدين، ثم سلم عليها وانصرف»، وعن محمد بن الضّحاك عن أبيه قال: «الرّجل الذي خرج مع أم سلمة عثمان بن طلحة».

### موت زوجها أبي سلمة
ذكر مصعب الزبيري أنّ أبا سلمة تُوفي بعد غزوة أحد سنة 4 هـ، وقيل تُوفي في جمادى الثانية سنة 3 هـ، وذكر ابن عبد البر إنّه تُوفي بعد غزوة بدر سنة 2 هـ، بينما قال ابن إسحاق: تُوفي بعد غزوة أحد، وقال أبو بكر بن زنجويه: توفي أبو سلمة في سنة أربع من الهجرة بعد مُنصَرفه من أحُد، انتقض به جرح كان أصابه بأحُد، فمات منه، فشهده رسولُ الله، وَكَذا قَالَ ابْنُ سَعْدٍ: إنه شهد بَدْرًا وأحُدًا فجُرح بها، ثم بعثه النبيُّ محمد على سرية إلى بني أسد في صفَر سنة أربعٍ ثم رجع، فانتقض جرحه، فمات في جمادى الآخرة، ولم يكن لأم سلمة في المدينة بعد وفاة زوجها أحد من ذويها غير صبيةٍ صغارٍ كزَغْبِ القطا، فحزن المسلمون لمصابها أشد الحزن، وأطلقوا عليها اسم «أَيِّمِ العَرَب».
وعن أم سلمة أنّها قالت: « سَمِعْتُ رَسُولَ اللَّهِ ﷺ يَقُولُ: «إِذَا حَضَرْتُمُ الْمَرِيضَ فَقُولُوا خَيْرًا، فَإِنَّ الْمَلَائِكَةَ يُؤَمِّنُونَ عَلَى مَا تَقُولُونَ»، فَلَمَّا مَاتَ أَبُو سَلَمَةَ، قُلْتُ: يَارَسُولَ اللَّهِ، كَيْفَ أَقُولُ؟ قَالَ: «قُولِي اللَّهُمَّ اغْفِرْ لَنَا وَلَهُ، وَأَعْقِبْنِي مِنْهُ عُقْبَى حَسَنَةً»، فَأَعْقَبَنِي اللَّهُ  مِنْهُ مُحَمَّدًا ﷺ».

### زواجها من النبي
بعدما انقضت عدتها من وفاة أبي سلمة خطبها أبو بكر فردته، ثم خطبها عمر بن الخطاب فردته، ثم بعد ذلك خطبها النبي، فقبلت أم سلمة. واختُلف في تاريخ زواجها من النبي، قيل تزوجها قبل وقعة بدر في سنة 2 هـ، فعن أبي عبيدة معمر بن المثنى قال: «تَزَوَّجَ رَسُولُ اللَّهِ ﷺ قَبْلَ وَقْعَةِ بَدْرٍ فِي سَنَةِ اثْنَتَيْنِ مِنَ التَّارِيخِ أُمَّ سَلَمَةَ وَاسْمُهَا هِنْدُ بِنْتُ أَبِي أُمَيَّةَ بْنِ الْمُغِيرَةِ بْنِ عَبْدِ اللَّهِ بْنِ عُمَرَ بْنِ مَخْزُومٍ»، وذكر ابن كثير وغيره أنّ رسول الله دخل بها في شوال سنة 2 هـ بعد وقعة بدر، كما ذكر المزي في «التهذيب» أن النبي تزوجها سنة 2 هـ وبنى بها في شوال، وقيل إن رسول الله تزوجها قبل الأحزاب سنة 3 هـ، وقال ابن حجر العسقلاني: «إنما تزوجها النبي  سنة أربع على الصحيح ويقال سنة ثلاث... وحلت أم سلمة في شوال سنة أربع وقد نص على ذلك خليفة بن خِياط والواقدي ...»، وذكر ابن حجر أيضًا: «فتزوجها النّبيّ  في جمادى الآخرة سنة أربع، وقيل سنة ثلاث».
وقال ابن الملقن: «تزوجها في شوال سنة اثنين من الهجرة بعد وقعة بدر وبنى بها في شوال، وكانت قبله عند أبي سلمة عبد الله بن عبد الأسد والد [عمر] بن أبي سلمة، كذا قال أبو عمر وغيره أنه تزوجها سنة اثنين، وفي كتاب ابن الأثير: سنة ثلاث، وفيه نظر؛ لأن أبا سلمة شهد بدرًا سنة اثنين ومات سنة ثلاث أو أربع لا جرم، قال خليفة وغيره: تزوجها سنة أربع، وإنما التي بني بها في شوال عائشة ثم تزوج بعدها حفصة سنة ثلاث، ووقع في المستدرك للحاكم عن أبي عبيدة أنه تزوجها سنة [اثنين] قبل وقعة بدر وصوابه [بعد]».
تذكر بعض المصادر أن النبي دخل بها في حجرة أم المؤمنين زينب بنت خزيمة بعد موتها، وأمّا مهرها، فقيل إن مهر نساء النبي موحد، وهو أربعمائة درهم، وورد في بعض المصادر أن صَداق أم سلمة أربعمائة دينار، وقد سلمها النجاشي ملك الحبشة، وذكر ابن هشام أن رسول الله أصدقها فراشًا حشوه ليف وقدحًا، وروى الزبير بن بكار في كتابه «المنتخب من كتاب أزواج النبي صلى الله عليه وسلم» أن رسول الله أصدقها كما أصدق عائشة بنت أبي بكر صحفةً كثيفةً، وقدحًا كثيفًا، وفراشًا حشوه ليفٌ، والمجشة وهي الرحى. ورُوي عن أنس أن النبي تزوج أم سلمة على متاع قيمته عشرةُ دراهم.
ورد في «مسند أحمد» عن عمر بن أبي سلمة: «إنَّ أُمَّ سَلَمَةَ لَمَّا انْقَضَتْ عِدَّتُهَا، خَطَبَهَا أَبُو بَكْرٍ، فَرَدَّتْهُ، ثُمَّ عُمَرُ، فَرَدَّتْهُ. فَبَعَثَ إِلَيْهَا رَسُوْلُ اللهِ، فَقَالَتْ: مَرْحَبًا، أَخْبِرْ رَسُوْلَ اللهِ أَنِّي غَيْرَى، وَأَنِّي مُصْبِيَةٌ [أي ذات صبية صغار]، وَلَيْسَ أَحَدٌ مِنْ أَوْلِيَائِي شَاهِدًا. فَبَعَثَ إِلَيْهَا: (أَمَّا قَوْلُكِ: إِنِّي مُصْبِيَةٌ؛ فَإِنَّ اللهَ سَيَكْفِيْكِ صِبْيَانَكِ، وَأَمَّا قَوْلُكِ: إِنِّي غَيْرَى، فَسَأَدْعُو اللهَ أَنْ يُذْهِبَ غَيْرَتَكِ، وَأَمَّا الأَوْلِيَاءُ؛ فَلَيْسَ أَحَدٌ مِنْهُم إِلاَّ سَيَرْضَى بِي)....».
جاء عن أنس أن رسول الله أَوْلَمَ على أم سلمة بتمر وسمن، وعن أنس أيضًا: «أن رسولَ اللهِ -ﷺ- لما تزوجَ أمَّ سلمةَ أمرَ بالنِّطَعَ فبُسِطَ، ثم ألقى عليه تمرًا وسَويقًا فدعا الناسَ فأكلوا». وكان لأم سلمة مكانتها عند النبي، فيروى أن النجاشي أهدى إلى النبي حُلّةً وأواقٍ من مسك، فأعطى كل امرأة من نسائه أوقية مسك، وأعطى أم سلمة بقية المسك والحُلَّة. كما ذكرت عائشة أنّ النبي كان إذا صلّى العصر دخل على نسائه واحدة واحدة، يبدأ بأم سلمة لأنها أكبرهن، ويختم بعائشة.

### زواج علي من فاطمة

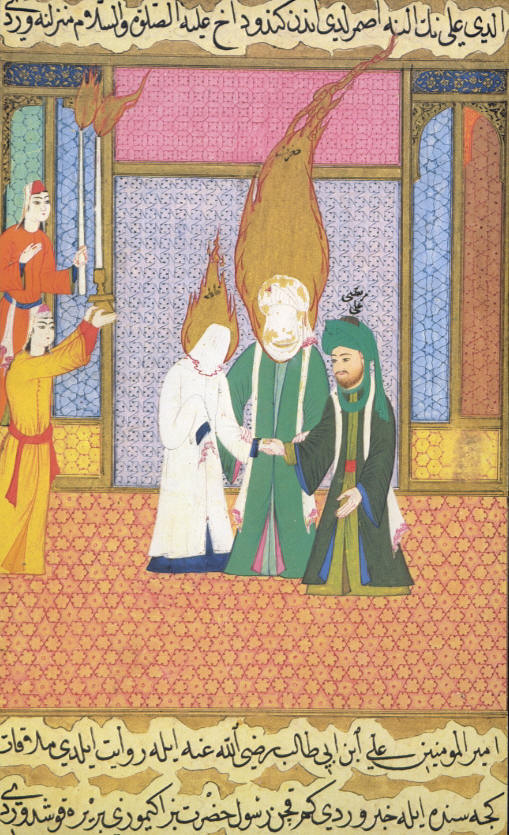
رسم تُركي عُثماني لرسول الله وهو يُزوّج ابنته فاطمة بابن عمّه عليّ، وقد غُطي وجه النبي وفاطمة الزهراء باللون الأبيض احترامًا لهما.

يروى أن أم سلمة كانت موجودة أثناء زواج علي بن أبي طالب من فاطمة الزهراء، وورد أن زفاف فاطمة كان في حجرة أم سلمة، فقد جاء في «الأمالي» للشيخ الطوسي ما نصه: «فَالْتَفَتَ إِلَى النِّسَاءِ فَقَالَ: مَنْ هَاهُنَا فَقَالَتْ أُمُّ سَلَمَةَ: أَنَا أُمُّ سَلَمَةَ، وَهَذِهِ زَيْنَبُ، وَهَذِهِ فُلَانَةُ وَفُلَانَةُ. فَقَالَ رَسُولُ اللَّهِ (صَلَّى اللَّهُ عَلَيْهِ وَآلِهِ): هَيِّئُوا لِابْنَتِي وَابْنِ عَمِّي فِي حُجَرِي بَيْتًا. فَقَالَتْ أُمُّ سَلَمَةَ: فِي أَيِّ حُجْرَةٍ يَارَسُولَ اللَّهِ، قَالَ: فِي حُجْرَتِكِ. وَأَمَرَ نِسَاءَهُ أَنْ يُزَيِّنَّ وَيُصْلِحْنَ مِنْ شَأْنِهَا». وورد في كتاب «تفسير فرات الكوفي» رواية عن علي بن أبي طالب وفيها: «قَالَ فَأَتَيْتُهُ مُسْرِعًا فَإِذَا هُوَ فِي حُجْرَةِ أُمِّ سَلَمَةَ فَلَمَّا نَظَرَ رَسُولُ اللَّهِ (ص) تَهَلَّلَ وَجْهُهُ وَتَبَسَّمَ حَتَّى نَظَرْتُ إِلَى أَسْنَانِهِ تُبْرِقُ، فَقَالَ: أَبْشِرْ يَاعَلِيُّ فَإِنَّ اللَّهَ قَدْ كَفَانِي مَا كَانَ قَدْ أَهَمَّنِي مِنْ أَمْرِ تَزْوِيجِكَ».
ويذكر أيضًا أنّ أم سلمة كانت من اللاتي قمن بتجهيز فاطمة للعرس، فقد روى ابن ماجه في «سننه» عَنْ عَائِشَةَ وَأُمِّ سَلَمَةَ قَالَتَا: «أَمَرَنَا رَسُولُ اللَّهِ ﷺ أَنْ نُجَهِّزَ فَاطِمَةَ حَتَّى نُدْخِلَهَا عَلَى عَلِيٍّ، فَعَمَدْنَا إِلَى الْبَيْتِ، فَفَرَشْنَاهُ تُرَابًا لَيِّنًا مِنْ أَعْرَاضِ الْبَطْحَاءِ، ثُمَّ حَشَوْنَا مِرْفَقَتَيْنِ لِيفًا، فَنَفَشْنَاهُ بِأَيْدِينَا، ثُمَّ أَطْعَمْنَا تَمْرًا وَزَبِيبًا، وَسَقَيْنَا مَاءً عَذْبًا، وَعَمَدْنَا إِلَى عُودٍ، فَعَرَضْنَاهُ فِي جَانِبِ الْبَيْتِ، لِيُلْقَى عَلَيْهِ الثَّوْبُ، وَيُعَلَّقَ عَلَيْهِ السِّقَاءُ، فَمَا رَأَيْنَا عُرْسًا أَحْسَنَ مِنْ عُرْسِ فَاطِمَةَ»، وقد شكك بعضهم في حضور أم سلمة الزواج، وذكر المشككون أن أم سلمة لم تكن زوجًا لرسول الله في ذلك الحين.

### في الغزوات والمشاهد

#### غزوة أحد
يُذّكر أنّ الصحابي شماس بن عثمان المخزومي قد حُمِلَ من أَحُدٍ إلى المدينةِ المنّورة، وكان بِهِ رَمَقٌ، فأدخلَ على عائشة، فقالت أم سلمة: «ابْنُ عَمّي يُدْخَلُ عَلَى غَيْرِي!»، فقال رسول الله: «احْمِلُوهُ إلَى أُمّ سَلَمَةَ»، فَحُمِلَ إليها فمات عندها، فأمر رسول الله أن يرد إلى أحد، فدفن هناك كما هو في ثيابه التي مات فيها، وكان قد مكث يومًا وليلة، ولكنه لم يذق شيئًا، ولم يصل عليه رسول الله ولم يغسله [كما هو الحال مع الشهداء]. وكانت أم سلمة تذهب إلى قبور شهداء أحد فتسلم عليهم في كل شهر فتظل يومها.

#### غزوة الخندق
شهدت أم سلمة غزوة الخندق، وعنها أنّها قالت: «مَا نَسِيتُ قَوْلَهُ يَوْمَ الْخَنْدَقِ وَهُوَ يُعَاطِيهِمُ اللَّبَنَ قَدِ اغْبَرَّ شَعْرُ صَدْرِهِ وَهُوَ يَقُولُ: اللَّهُمَّ إِنِ الْخَيْرَ خَيْرُ الْآخِرَهْ ... فَاغْفِرْ لِلْأَنْصَارِ وَالْمُهَاجِرَهْ». كما روى الواقدي في «المغازي» عدة روايات تفصيلية عن أم سلمة تتحدث فيها عما عمله المسلمون خلال الغزوة.

#### غزوة بني المصطلق
قيل أنّها شاركت في غزوة بني المصطلق، فقد جاء في إحدى الروايات أن رسول الله أقرع بين نسائه، فأصابت القرعة أم سلمة وعائشة، فخرج بهما معه إلى الغزوة، كما جاء من ضمن أحداث الغزوة أن رسول الله خرج من المدينة حتى انتهى إِلَى الْمُرَيْسِيعِ، وهو مكان الماء، فضرب عليه قبته، ومعه عائشة وأم سلمة.

#### يوم الحديبية
شهدت أم سلمة صلح الحديبية، وفيه رُوي أنّ النبي قال لأصحابه بعدما أُقر الصلح: «قُومُوا فَانْحَرُوا، ثُمَّ احْلِقُوا»، فتباطأ الصحابة، فقد كان في نفوسهم شيءٌ عن بنود الصلح، فحزن النبي ودخل على أم سلمة وكانت معه في تلك العُمرة، فذكر لها ما لقي من الناس، فقالت له: «يانبي الله أتحبُّ ذلك؟ اخرج ثم لاتكلِّم أحدًا منهم كلمة حتى تنحر بُدْنَك وتدعو حالقك فيحلقك»، فخرج فلم يكلِّم أحدًا منهم حتى فعل ذلك؛ فنحر وحلق، فلمَّا رأَى أصحابه ذلك قاموا فنحروا، وجعل بعضهم يحلق بعضًا. قال ابن حجر العسقلاني: «وإشارتها على النّبيّ  يوم الحديبيّة تدلّ على وفور عقلها وصواب رأيها».

#### غزوة خيبر
شهدت أم سلمة غَزْوَة خَيْبَرَ سنة 7 هـ، وذكرت أنها «سَمِعْتُ وَقْعَ السَّيْفِ فِي أَسْنَانِ مَرْحَبٍ». وأطعمَ رسول الله أمّ سلمة بخيبر ثمانين وسقًا تمرًا، وعشرين وسقًا شعيرًا، أو قمحًا.
كما ورد أن أمَ سنانٍ الأسلميةَ كانت مع أم سلمة في الغزوة، فقد رُوي أن أم سنان أتت النبي عندما أراد التوجّه إلى خيبر وقالت له: «يَارَسُولَ اللَّهِ أَخْرُجُ مَعَكَ فِي وَجْهِكَ هَذَا أَخْرُزُ السِّقَاءَ وَأُدَاوِي الْمَرِيضَ وَالْجَرِيحَ إِنْ كَانَتْ جِرَاحٌ وَلا تَكُونُ وَأَبْصُرُ الرَّحْلَ»، فقال لها النبي: «اخْرُجِي عَلَى بَرَكَةِ اللَّهِ فَإِنَّ لَكِ صَوَاحِبَ قَدْ كَلَّمْنَنِي وَأَذِنْتُ لَهُنَّ مِنْ قَوْمَكِ وَمِنْ غَيْرِهِمْ فَإِنْ شِئْتِ فَمَعَ قَوْمِكِ وَإِنْ شِئْتِ فَمَعَنَا»، فقالت: «مَعَكَ»، قَالَ: «فَكُونِي مَعَ أُمِّ سَلَمَةَ زَوْجَتِي». قَالَتْ: «فَكُنْتُ مَعَهَا».

#### فتح مكة
كانت أم سلمة مع رسول الله يوم فتح مكة، وروي أنّ أبا سفيان بن الحارث بن عبد المطلب وأخاها عبد الله بن أبي أمية لقيا النبي بنِيقِ العُقَاب فيما بين مكة والمدينة، فالتمسا الدخول، فمنعهما، فَكَلَّمته أُم سلمة فيهما؛ فقالت: «يارسول الله، ابن عمك وابن عمتك وصهرك»، قال: « لَا حَاجَةَ لِي بِهِمَا، أَمَا ابْنُ عَمِّي فَهَتَكَ عِرْضِي، وَأَمَّا ابْنُ عَمَّتِي وَصِهْرِي فَهُوَ الّذي قَالَ لي بِمَكَّةَ مَا قَالَ»، ثم أَذن لهما فدخلا عليه، فأَسلما وحسن إِسلامهما. وذكر أيضًا أنّ أبا رافع ضَرَبَ للنبي قُبّةً بِالْحَجُونِ مِنْ أَدَمٍ، فَأَقْبَلَ النبي حَتّى انْتَهَى إلى القبّة، ومعه أم سلمة وميمونة.

#### غزوة الطائف
لما خرج النبي إلى غزوة الطائف كانت معه من أمهات المؤمنين اثنتان، إحداهما أم سلمة، وذكر الواقدي أنّ الأخرى زينب بنت جحش، فضُرب لهما قبتين، وصلى النبي بين القبتين. وروى البخاري وغيره أن النبي دخل على أم سلمة، وعندها أخوها عبد الله بن أبي أمية، ورجلٌ مخنث، فسمع المخنث يقول: «ياعَبْدَ اللَّهِ، أرَأَيْتَ إنْ فَتَحَ اللَّهُ عَلَيْكُمُ الطَّائِفَ غَدًا، فَعَلَيْكَ بابْنَةِ غَيْلَانَ؛ فإنَّهَا تُقْبِلُ بأَرْبَعٍ، وتُدْبِرُ بثَمَانٍ»، فنهى رسول الله بقوله: «لايَدْخُلَنَّ هَؤُلَاءِ عَلَيْكُنَّ»، وفي رِوايةٍ: وهو محاصر الطائف يومئذٍ.
ويقول العالم الشيعي جعفر مرتضى العاملي حول هذه الرواية: «وبعد، فإن كان لهذه القضية أصل، فهو: أن هذا المخنث ربما يكون قد دخل مع عبد الله بن أبي أمية إلى بيت أم سلمة، وبقيت هي في خدرها، دون أن يراها أو تراه، حيث بقي مع أخيها في خارجه، فسمعته يقول لأخيها ذلك القول، وسمعه النبي «صلى‌ الله‌ عليه‌ وآله»، فمنعه من الدخول مطلقًا .. ولم يكن هناك شيء أكثر من ذلك، ولا صحة لما تدعيه الروايات: من أن ذلك المخنث كان يدخل على أزواج النبي «صلى‌ الله‌ عليه‌ وآله»، وأنهم كانوا يعدونه من غير أولي الإربة وما إلى ذلك من ترهات وأباطيل ..».

#### غزوة تبوك
روى الواقدي: حدثني ابن أبي سبرة، عن موسى بن سعيد، عن عرباض بن سارية قال: «كنت ألزم باب رسول الله ﷺ في الحضر والسفر، فرأيتنا ليلة ونحن بتبوك وذهبنا لحاجةٍ، فرجعنا إلى منزل رسول الله ﷺ وقد تعشى ومن عنده من أضيافه، ورسول الله ﷺ يريد أن يدخل في قبته ومعه زوجته أم سلمة بنت أبي أمية....».

### في حجة الوداع
حج النبي بجميع نسائه في حجة الوداع، وقد جاء عن جمرة بنت قحافة أنها قالت: «كُنْتُ مَعَ أُمِّ سَلَمَةَ أُمِّ الْمُؤْمِنِينَ فِي حَجَّةِ الْوَدَاعِ فَسَمِعْتُ النَّبِيَّ ﷺ يَقُولُ: "يَاأُمَّتَاهُ هَلْ بَلَّغْتُكُمْ؟". فَقَالَ بُنَيٌّ [أي ابنٌ صغير] لَهَا: يَاأُمَّهُ مَا لَهُ يَدْعُو أُمَّهُ؟ قَالَتْ: فَقُلْتُ [أي جمرة]: إِنَّمَا يَعْنِي أُمَّتَهُ، وَهُوَ يَقُولُ: "أَلَا إِنَّ أَعْرَاضَكُمْ وَأَمْوَالَكُمْ وَدِمَاءَكُمْ عَلَيْكُمْ حَرَامٌ، كَحُرْمَةِ يَوْمِكُمْ هَذَا، فِي بَلَدِكُمْ هَذَا، فِي شَهْرِكُمْ هَذَا».

### وفاة النبي

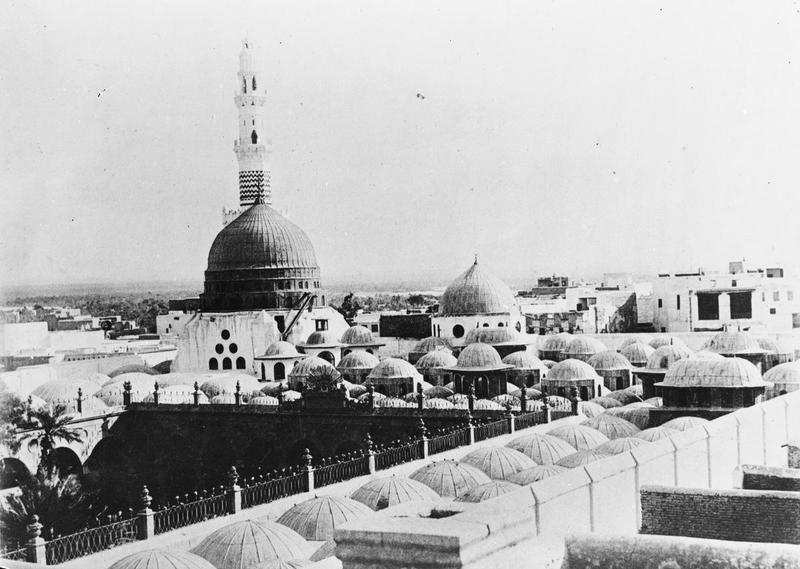
المسجد النبوي حيث دفن النبي.

كان لأم سلمة دور بارز خلال مرض النبي، وتذكر مصادر أهل السنة والجماعة أن النبي لما مرض مرضه الأخير، كانت رغبته أن يُمرّض في بيت عائشة، فأذنت له زوجاته، وفي الموطأ أن أم سلمة كانت تقول: «مَا صَدَّقْتُ بِمَوْتِ النَّبِيِّ ﷺ حَتَّى سَمِعْتُ وَقْعَ الْكَرَازِينِ»، كما روي عن أم سلمة قالت: «وَضَعْتُ يَدِي عَلَى صَدَرَ رَسُولُ اللَّهِ ﷺ يَوْمَ مات فمرت لي جُمَعٌ آكُلُ وَأَتَوَضَّأُ وَمَايَذْهَبُ رِيحُ الْمِسْكِ مِنْ يَدِي».
جاء في «مسند أبي يعلى الموصلي» عَنْ أُمِّ سَلَمَةَ قَالَتْ: «وَالَّذِي يُحْلَفُ بِهِ إِنْ كَانَ عَلِيٌّ لَأَقْرَبُ النَّاسِ عَهْدًا بِرَسُولِ اللَّهِ ﷺ قَالَتْ: كَانَ رَسُولُ اللَّهِ ﷺ يَوْمَ قُبِضَ فِي بَيْتِ عَائِشَةَ، فَجَعَلَ رَسُولُ اللَّهِ ﷺ غَدَاةً بَعْدَ غَدَاةٍ يَقُولُ: «جَاءَ عَلِيٌّ؟» مِرَارًا. قَالَتْ: وَأَظُنُّهُ كَانَ بَعَثَهُ فِي حَاجَةٍ، قَالَت: فَجَاءَ بَعْدُ، فَظَنَنَّا أَنَّ لَهُ إِلَيْهِ حَاجَةً، فَخَرَجْنَا مِنَ الْبَيْتِ، فَقَعَدْنَا عِنْدَ الْبَابِ، فَكُنْتُ مِنْ أَدْنَاهُمْ، فَأَكَبَّ عَلَيْهِ عَلِيٌّ فَجَعَلَ يُسَارُّهُ وَيُنَاجِيهِ، ثُمَّ قُبِضَ مِنْ يَوْمِهِ ذَلِكَ»، والحديث رواه أحمد وابن أبي شيبة والحاكم النيسابوري وغيرهم، وصحح البعض هذا الحديث وحسنه آخرون، وذهب البعض إلى أن الحديث ضعيف، وضعفه الألباني.
وورد في مصادر الشيعة، مثل كتاب «الإرشاد في معرفة حجج الله على العباد» للشيخ المفيد وغيره رواية وفيها: «... فلمّا كان من الغَد حُجِب الناسُ عنه وثَقلَ في مرضه، وكان أميرُ المؤمنين  لا يُفارِقه إلاّ لضرورةٍ، فقام في بعض شؤونه، فأفاق  إفاقةً فافتقد عليًا  فقال -وأزواجُه حولَه-: «اُدعوا لي أخي وصاحبي» وعاوده الضعفُ فأُصْمِتَ، فقالت عائشة: اُدعوا له أبا بكرٍ، فدُعِيَ فدَخَلَ عليه فقَعَدَ عند رأسه، فلمّا فَتَح عينهَ نظَرَ إليه وأعْرَض عنه بوجَهه، فقام أبو بكرٍ وقال: لو كان له إليَ حاجةٌ لأفْضى بها إلي. فلمّا خرج أعادَ رسول اللّه صلى الله عليه وآله القولَ ثانيةً وقال: «اُدعوا لي أخي وصاحبي» فقالت حَفْصَة: اُدعوا له عُمر، فدُعِي فلما حَضَر رآه النبي   فأعْرضَ عنه فانصرف. ثمّ قال: «اُدعوا لي أخي وصاحبي» فقالت أُمُّ سلمة : اُدعوا له عليًا فإنّه لا يُريد غيرهَ، فدُعِيَ أميرُ المؤمنين ...»، كما يُذكر أن النبي دخل على أم سلمة في آخر حياته، فرأته على غير حاله، فقد جاء في كتاب «الأمالي» للشيخ الصدوق وغيره في إحدى الرويات ما نصه «... ثم قام رسول الله (صلى الله عليه وآله) فدخل بيت أم سلمة، وهو يقول: رب سلم أمة محمد من النار، ويسر عليهم الحساب. فقالت أم سلمة: يارسول الله، ما لي أراك مغمومًا متغيّرَ اللون! فقال: نُعيت إليَّ نفسي هذه الساعة، فسلام لك مني في الدنيا، فلاتسمعين بعد هذا اليوم صوت محمد أبدا. فقالت أم سلمة: واحزناه حزنًا لاتدركه الندامة عليك يامحمداه. ثم قال (صلى الله عليه وآله): ادعي لي حبيبة قلبي، وقرة عيني فاطمة تجئ. فجاءت فاطمة () وهي تقول: نفسي لنفسك الفداء، ووجهي لوجهك الوقاء ياأبتاه ...».

## حياتها بعد وفاة النبي
لم تشارك أم سلمة في المعارك التي وقعت بعد وفاة النبي، وذلك امتثالًا لأمره، وقد بقيت وعاشت في المدينة المنورة.

### في عهد الخلفاء الراشدين
تذكر بعض مصادر الشيعة أن أم سلمة دافعت عن علي بن أبي طالب في قضية الخلافة، كما تذكر مصادر الشيعة أيضًا أنها دافعت عن فاطمة الزهراء في قضية فدك. وكتبت أم سلمة لعثمان بن عفان تنصحه بعد اضطراب الأمور في عهده.
وبعد مقتل عثمان بن عفان والفتنة التي وقعت بين المسلمين، كتبت أم سلمة إلى عائشة بنت أبي بكر حين همّت بالخروج إلى البصرة تنصحها بعدم الخروج، فشكرتها عائشة، وأوضحت لها بأن نيتها الإصلاح بين فئتين متناحرتين. وأرسلت أم سلمة ابنها عمر بن أبي سلمة إلى علي بن أبي طالب لما سار إلى البصرة، فقد روى أبو عبد الله الحاكم النيسابوري في «المستدرك على الصحيحين» عن عمرة بنت عبد الرحمن قالت: «لَمَّا سَارَ عَلِيٌّ إِلَى الْبَصْرَةِ دَخَلَ عَلَى أُمِّ سَلَمَةَ زَوْجِ النَّبِيِّ ﷺ يُوَدِّعُهَا فَقَالَتْ: "سِرْ فِي حِفْظِ اللَّهِ وَفِي كَنَفِهِ: فَوَاللَّهِ إِنَّكَ لِعَلَى الْحَقِّ: وَالْحَقُّ مَعَكَ: وَلَوْلَا أَنِّي أَكْرَهُ أَنْ أَعْصي اللَّهَ وَرَسُولَهُ: فَإِنَّهُ أَمَرَنَا ﷺ أَنْ نَقَرَّ فِي بُيُوتِنَا لَسِرْتُ مَعَكَ: وَلَكِنْ وَاللَّهِ لَأُرْسِلَنَّ مَعَكَ مَنْ هُوَ أَفْضَلُ عِنْدِي وَأَعَزُّ عَلَيَّ مِنْ نَفْسِي ابْنِي عُمَرَ».
كما كتبت إلى معاوية بن أبي سفيان تذكر له فضل علي. وكانت أم سلمة حريصة على وحدة صف المسلمين، فحين قدم بُسر بن أرطاة إلى المدينة لطلب البيعة لمعاوية، ورفض جابر بن عبد الله الأنصاري أن يُبايع، أتى أم سلمة، فقالت له: «أَرَى أَنْ تُبَايِعَ فَإِنِّي قَدْ أَمَرْتُ ابْنِي عُمَرَ وَخَتَنِي عَبْدَ اللَّهِ بْنَ زَمْعَةَ -وَهُوَ زَوْجُ ابْنَتِهَا زَيْنَبَ- أَنْ يُبَايِعَا»، فأتاه جابر فبايعه، وفي رواية أخرى أنها قالت له: «بايع فقد أمرت عبد الله بن زمعة بن أخي أن يبايع على دمه وماله أنا أعلم أنها بيعة ضلالة».

### موقفها من خروج الحسين

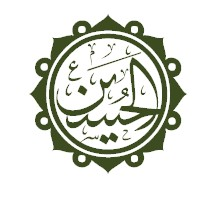
تخطيط لاسم الحسين، يعلوه «ع» اختصارًا لعبارة عليه السلام.

تذكر بعض مصادر الشيعة أنّ الحسين بن علي لمّا عزم على الخروج من المدينة أتته أمُّ سلمة فقالت له: «يابنيَّ لاتُحزنِّي بخروجك إلى العراق، فإنّي سمعت جدَّك يقول: يقتل ولدي الحسين بأرض العراق في أرض يقال لها كربلاء»، فقال لها: «يااُمّاه ! وأنا والله أعلم ذلك، وإني مقتول لا محالة، وليس لي من هذا بدُّ، وإنّي والله لأَعرف اليوم الّذي أُقتل فيه، وأعرف من يقتلني، وأعرف البقعة الّتي أُدفن فيها، وإنّي أعرف من يُقتل من أهل بيتي وقرابتي وشيعتي، وإن أردت ياأُمّاه أريك حفرتي ومضجعي».
ثم أشار إلى جهة كربلاء فانخفضت الأرض حتى أراها مضجعه ومدفنه وموضع عسكره، وموقفه ومشهده، فعند ذلك بكت أم سلمة بكاءً شديدًا، وسلّمت أمره إلى الله، فقال لها: «يااُمّاه! قد شاء الله عزَّ وجلَّ أن يراني مقتولًا مذبوحًا ظلمًا وعدوانًا، وقد شاء أن يرى حرمي ورهطي ونسائي مشرَّدين وأطفالي مذبوحين مظلومين، مأسورين مقيّدين، وهم يستغيثون فلايجدون ناصرًا ولا معينًا»، وفي رواية أخرى: قالت أم سلمة: «وعندي تربة دفعها إليّ جدك في قارورة» فقال: «والله! إني مقتول كذلك، وإن لم أخرج إلى العراق يقتلوني أيضًا»، ثم أخذ تربة فجعلها في قارورة وأعطاها إياها، وقال: «اجعليها مع قارورة جدي، فإذا فاضتا دمًا فاعلمي أني قد قتلت». وجاء في بعض الأخبار أن للحسين بنت تُسمى «فاطمة»، وكانت حين خروجه إلى المدينة مريضةً، فجعلها عند أم سلمة.

#### مقتل الحسين وبكاء أم سلمة عليه
قُتل الحسين بن علي في يوم عاشوراء سنة 61 هـ، ولما بلَغها مقتله وجمت لذلكَ، وغشِي عليها، وَحزِنت عليه كثيرًا، روى الترمذي عن أبي سعيد الأشج عن أبي خالد الأحمر عن رزين عن سلمى قالت: «دَخَلْتُ عَلَى أُمِّ سَلَمَةَ وَهِيَ تَبْكِي، فَقُلْتُ: مَا يُبْكِيكِ؟ فَقَالَتْ: رَأَيْتُ رَسُولَ اللَّهِ ﷺ وَعَلَى رَأْسِهِ وَلِحْيَتِهِ التُّرَابُ، فَقُلْتُ: مَا لَكَ يَارَسُولَ اللَّهِ؟ قَالَ: «شَهِدْتُ قَتْلَ الْحُسَيْنِ آنفًا»»، وعن شهر بن حوشب قال: «إِنَّا لَعِنْدَ أُمَّ سَلَمَةَ زَوْجَ النَّبِيِّ ﷺ فَسَمِعْنَا صَارِخَةً فَأَقْبَلَتْ حَتَّى انْتَهَتْ إِلَى أُمِّ سَلَمَةَ، فَقَالَتْ: قُتِلَ الْحُسَيْنُ. فَقَالَتْ: قَدْ فَعَلُوهَا، مَلَأَ اللَّهُ قُبُورَهُمْ- أَوْ بُيُوتَهُمْ- عَلَيْهِمْ نَارًا، وَوَقَعَتْ مَغْشِيًّا عَلَيْهَا، وَقُمْنَا».
كما جاء في مصادر الشيعة أيضًا أن أم سلمة بكت وأقامت العزاء على الحسين، فقد جاء في كتاب «الأمالي» للشيخ الطوسي عَنْ عبد الله بن عباس: «بَيْنَا أَنَا رَاقِدٌ فِي مَنْزِلِي إِذْ سَمِعْتُ صُرَاخًا عَظِيمًا عَالِيًا مِنْ بَيْتِ أُمِّ سَلَمَةَ زَوْجِ النَّبِيِّ (صَلَّى اللَّهُ عَلَيْهِ وَآلِهِ)، فَخَرَجْتُ يَتَوَجَّهُ بِي قَائِدِي إِلَى مَنْزِلِهَا، وَأَقْبَلَ أَهْلُ الْمَدِينَةِ إِلَيْهَا الرِّجَالُ وَالنِّسَاءُ، فَلَمَّا انْتَهَيْتُ إِلَيْهَا قُلْتُ: يَاأُمَّ الْمُؤْمِنِينَ، مَا بَالُكِ تْصُرِخِينَ وَ تَغُوثِينَ فَلَمْ تُجِبْنِي، وَأَقْبَلَتْ عَلَى النِّسْوَةِ الْهَاشِمِيَّاتِ وَقَالَتْ: يَابَنَاتِ عَبْدِ الْمُطَّلِبِ أَسْعِدْنَنِي وَابْكِينَ مَعِي، فَقَدْ وَاللَّهِ قُتِلَ سَيِّدُكُنَّ وَسَيِّدُ شَبَابِ أَهْلِ الْجَنَّةِ، قَدْ وَاللَّهِ قُتِلَ سِبْطُ رَسُولِ اللَّهِ وَرَيْحَانَتُهُ الْحُسَيْنُ. فَقِيلَ: يَاأُمَّ الْمُؤْمِنِينَ، وَمِنْ أَيْنَ عَلِمْتِ ذَلِكِ قَالَتْ: رَأَيْتُ رَسُولَ اللَّهِ (صَلَّى اللَّهُ عَلَيْهِ وَآلِهِ) فِي الْمَنَامِ السَّاعَةَ شَعِثًا مَذْعُورًا، فَسَأَلْتُهُ عَنْ شَأْنِهِ ذَلِكَ، فَقَالَ: قُتِلَ ابْنِيَ الْحُسَيْنُ وَأَهْلُ بَيْتِهِ الْيَوْمَ فَدَفَنْتُهُمْ، وَالسَّاعَةَ فَرَغْتُ مِنْ دَفْنِهِمْ. قَالَتْ: فَقُمْتُ حَتَّى دَخَلْتُ الْبَيْتَ وَأَنَا لَاأَكَادُ أَنْ أَعْقِلَ، فَنَظَرْتُ فَإِذَا بِتُرْبَةِ الْحُسَيْنِ الَّتِي أَتَى بِهَا جَبْرَئِيلُ مِنْ كَرْبَلَاءَ، فَقَالَ: إِذَا صَارَتْ هَذِهِ التُّرْبَةُ دَمًا فَقَدْ قُتِلَ ابْنُكَ، وَأَعْطَانِيهَا النَّبِيُّ (صَلَّى اللَّهُ عَلَيْهِ وَآلِهِ)، فَقَالَ: اجْعَلِي هَذِهِ التُّرْبَةَ فِي زُجَاجَةٍ -أَوْ قَالَ: فِي قَارُورَةٍ- وَلْتَكُنْ عِنْدَكَ، فَإِذَا صَارَتْ دَمًا عَبِيطًا فَقَدْ قُتِلَ الْحُسَيْنُ، فَرَأَيْتُ الْقَارُورَةَ الْآنَ وَقَدْ صَارَتْ دَمًا عَبِيطًا تَفُورُ. قَالَ: وَأَخَذَتْ أُمُّ سَلَمَةَ مِنْ ذَلِكَ الدَّمِ فَلَطَخَتْ بِهِ وَجْهَهَا، وَجَعَلَتْ ذَلِكَ الْيَوْمَ مَأْتَمًا وَمَنَاحَةً عَلَى الْحُسَيْنِ ()، فَجَاءَتِ الرُّكْبَانُ بِخَبَرِهِ، وَأَنَّهُ قَدْ قُتِلَ فِي ذَلِكَ الْيَوْمِ».

## روايتها للحديث النبوي
لجأ الكثيرون إليها لسماع الحديث والتفقه في الدين لعلمها بأحكام الشريعة، فقد سمعت أم سلمة من النبي وابنته فاطمة، كما روت عن زوجها الأول أبي سلمة. وروى عنها خلق كثير منهم أم المؤمنين عائشة وأبو سعيد الخدري وابنها عمر بن أبي سلمة وأنس بن مالك وبريدة بن الحصيب الأسلمي وسليمان بن بريدة وأبو رافع وابن عباس وعروة بن الزبير وسعيد بن المسيب وسليمان بن يسار وشقيق بن سلمة وعبد الله بن أبي مليكة والشعبي والأسود بن يزيد ومجاهد وعطاء بن أبي رباح وشهر بن حوشب ونافع بن جبير بن مطعم وضبة بن محصن وابنتها زينب وهند بنت الحارث وصفية بنت شيبة وصفية بنت أبي عبيد وأم ولدِ إبراهيم بن عبد الرحمن بن عوف وعمرة بنت عبد الرحمن وأم محمد بن قيس وعمرة بنت أفعى وجسرة بنت دجاجة وأم مساور الحميري وأم موسى (سرية علي بن أبي طالب) وأم مبشر. وتُعد أم سلمة ثاني أكثر النساء روايةً للحديث بعد أم المؤمنين عائشة، فقد روت 378 حديثًا وفقًا لبقي بن مخلد منها ثلاثة عشر حديثًا متفقًا عليه، وانفرد البخاري بثلاثة، ومسلم بثلاثة عشر، كما أورد لها الذهبي في مسنده 380 حديثًا، ومجموع مروياتها حسب ما ورد في تحفة الأشراف 158 حديثًا، كانت معظم مرويات أم سلمة في الأحكام وما اختص بالعبادات أساسًا كالطهارة والصلاة والزكاة والصوم والحج وفي أحكام الجنائز والآداب والسلوكيات. كما روت في المغازي والمظالم والفتن.

## وفاتها

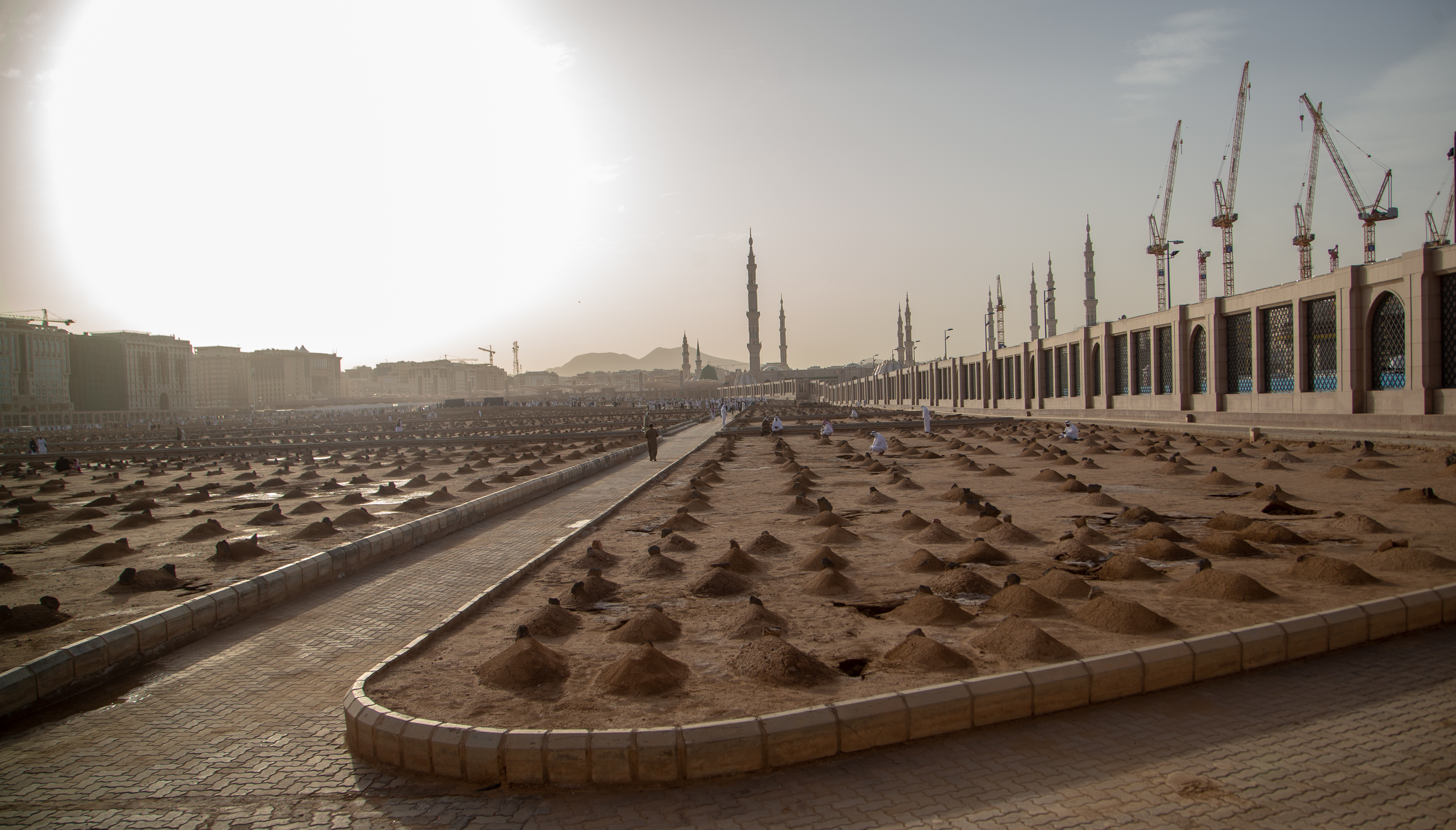
مقبرة البقيع حيث دفنت أم سلمة.

اختُلف في تاريخ وفاة أم سلمة، فقيل توفيت في ذي القعدة، وقيل في شهر رمضان، وقيل في ربيع الأول، وقيل في شوال سنة 57 هـ، وقيل 58 هـ، وقيل 59 هـ، وقيل 60 هـ، وقيل 61 هـ، وقيل 62 هـ، وقيل 63 هـ، وقيل 64 هـ، وذكر الدميري أنها توفيت يوم عاشوراء سنة 61 هـ، وقال ابن حزم إنها توفيت في آخر سنة 61 هـ بعدما جاءها نعي الحسين بن علي، كما قال علي النمازي: «سنة 62 - 63 في يوم عاشوراء ماتت أم سلمة على قول»، وجاء في قول آخر أنها توفيت في أول ولاية يزيد بن معاوية، وكانت ولايته لثمانٍ بقين من رجب سنة 60 هـ في اليوم الذي مات فيه معاوية، وروى الطبراني عن الهيثم بن عدي أن أم سلمة توفيت في زمن يزيد بن معاوية سنة 62 هـ. وكانت آخر من توفي من أمهات المؤمنين.
صلى عليها أبو هريرة، وقيل إن هذا لم يثبت لأنه توفي قبلها. ويقال صلى عليها سعيد بن زيد، وقيل وهذا لم يثبت لأنه توفي قبلها أيضًا، وجاء في بعض المصادر أنها مرضت وأوصت أن يصلي عليها سعيد ولكنها عوفيت، ومات سعيد قبلها. وقيل: صلى عليها ابن أختها عبد الله بن عبد الله بن أبي أمية، ويُقال إن الوليد بن عتبة بن أبي سفيان هو الذي صلى عليها، ونزل فِي قبرها سلمة، وعمر ابناها، وعبد اللَّهِ بْن عَبْدِ اللَّهِ بْنِ أَبِي أمية وهو ابن أختها، ودفنت في البقيع.
ذكر ابن شبة عن محمد بن يحيى قال: «سَمِعْتُ مَنْ يَذْكُرُ أَنَّ قَبْرَ أُمِّ سَلَمَةَ  بِالْبَقِيعِ، حَيْثُ دُفِنَ مُحَمَّدُ بْنُ زَيْدِ بْنِ عَلِيٍّ، قَرِيبًا مِنْ مَوْضِعِ فَاطِمَةَ بِنْتِ رَسُولِ اللَّهِ ﷺ، وَأَنَّهُ كَانَ حَفَرَ فَوَجَدَ عَلَى ثَمَانِي أَذْرُعٍ حَجَرًا مَكْسُورًا مَكْتُوبًا فِي بَعْضِهِ: أُمُّ سَلَمَةَ زَوْجُ النَّبِيِّ ﷺ، فَبِذَلِكَ عَرَفَ أَنَّهُ قَبْرُهَا. وَقَدْ أَمَرَ مُحَمَّدُ بْنُ زَيْدِ بْنِ عَلِيٍّ أَهْلَهُ أَنْ يَدْفِنُوهُ فِي ذَلِكَ الْقَبْرِ بِعَيْنِهِ، وَأَنْ يُحْفَرَ لَهُ عُمْقًا ثَمَانِيَ أَذْرُعٍ، فَحُفِرَ كَذَلِكَ وَدُفِنَ فِيهِ»، كما يُنسب إليها قبر في مقبرة الباب الصغير بدمشق.

## مناقبها ومكانتها

### نزول القرآن فيها
كانت أم سلمة سببًا في نزول بعض آيات القرآن، فقد ذكر مجاهد بن جبر أنها قالت يومًا: «يارسول الله، تغزو الرجال ولانغزو، وإنما لنا نصف الميراث.» فنزل الوحي بقوله تعالى: ﴿وَلَا تَتَمَنَّوْا مَا فَضَّلَ اللَّهُ بِهِ بَعْضَكُمْ عَلَى بَعْضٍ لِلرِّجَالِ نَصِيبٌ مِمَّا اكْتَسَبُوا وَلِلنِّسَاءِ نَصِيبٌ مِمَّا اكْتَسَبْنَ وَاسْأَلُوا اللَّهَ مِنْ فَضْلِهِ إِنَّ اللَّهَ كَانَ بِكُلِّ شَيْءٍ عَلِيمًا ۝٣٢﴾ [النساء:32] وبقوله: ﴿إِنَّ الْمُسْلِمِينَ وَالْمُسْلِمَاتِ وَالْمُؤْمِنِينَ وَالْمُؤْمِنَاتِ وَالْقَانِتِينَ وَالْقَانِتَاتِ وَالصَّادِقِينَ وَالصَّادِقَاتِ وَالصَّابِرِينَ وَالصَّابِرَاتِ وَالْخَاشِعِينَ وَالْخَاشِعَاتِ وَالْمُتَصَدِّقِينَ وَالْمُتَصَدِّقَاتِ وَالصَّائِمِينَ وَالصَّائِمَاتِ وَالْحَافِظِينَ فُرُوجَهُمْ وَالْحَافِظَاتِ وَالذَّاكِرِينَ اللَّهَ كَثِيرًا وَالذَّاكِرَاتِ أَعَدَّ اللَّهُ لَهُمْ مَغْفِرَةً وَأَجْرًا عَظِيمًا ۝٣٥﴾ [الأحزاب:35].
كما روى عمرو بن دينار عن سلمة -وهو رجل من آل أمِّ سلمة- عن أم سلمة أنها قالت: «يَارَسُولَ اللَّهِ لَانَسْمَعُ اللَّهَ ذَكَرَ النِّسَاءَ فِي الهجرة بشيء؟» فنزل الوحي بقوله: ﴿فَاسْتَجَابَ لَهُمْ رَبُّهُمْ أَنِّي لَا أُضِيعُ عَمَلَ عَامِلٍ مِنْكُمْ مِنْ ذَكَرٍ أَوْ أُنْثَى بَعْضُكُمْ مِنْ بَعْضٍ فَالَّذِينَ هَاجَرُوا وَأُخْرِجُوا مِنْ دِيَارِهِمْ وَأُوذُوا فِي سَبِيلِي وَقَاتَلُوا وَقُتِلُوا لَأُكَفِّرَنَّ عَنْهُمْ سَيِّئَاتِهِمْ وَلَأُدْخِلَنَّهُمْ جَنَّاتٍ تَجْرِي مِنْ تَحْتِهَا الْأَنْهَارُ ثَوَابًا مِنْ عِنْدِ اللَّهِ وَاللَّهُ عِنْدَهُ حُسْنُ الثَّوَابِ ۝١٩٥﴾ [آل عمران:195].

### عند أهل السنة والجماعة
لأم سلمة مكانة عالية لدى كلٍ من أهل السنة والجماعة والشيعة، فقد روى مسلم بن الحجاج في «صحيحه» أن من فضائل أم سلمة: «حَدَّثَنِي عَبْدُ الْأَعْلَى بْنُ حَمَّادٍ، وَمُحَمَّدُ بْنُ عَبْدِ الْأَعْلَى الْقَيْسِيُّ، كِلَاهُمَا عَنِ الْمُعْتَمِرِ، قَالَ: ابْنُ حَمَّادٍ، حَدَّثَنَا مُعْتَمِرُ بْنُ سُلَيْمَانَ، قَالَ: سَمِعْتُ أَبِي، حَدَّثَنَا أَبُو عُثْمَانَ، عَنْ سَلْمَانَ، قَالَ: لَا تَكُونَنَّ إِنِ اسْتَطَعْتَ، أَوَّلَ مَنْ يَدْخُلُ السُّوقَ وَلَا آخِرَ مَنْ يَخْرُجُ مِنْهَا، فَإِنَّهَا مَعْرَكَةُ الشَّيْطَانِ، وَبِهَا يَنْصِبُ رَايَتَهُ. قَالَ: وَأُنْبِئْتُ أَنَّ جِبْرِيلَ ، أَتَى نَبِيَّ اللهِ ﷺ، وَعِنْدَهُ أُمُّ سَلَمَةَ، قَالَ: فَجَعَلَ يَتَحَدَّثُ، ثُمَّ قَامَ فَقَالَ نَبِيُّ اللهِ ﷺ لِأُمِّ سَلَمَةَ: «مَنْ هَذَا؟» أَوْ كَمَا قَالَ: قَالَتْ: هَذَا دِحْيَةُ، قَالَ: فَقَالَتْ أُمُّ سَلَمَةَ: ايْمُ اللهِ مَا حَسِبْتُهُ إِلَّا إِيَّاهُ، حَتَّى سَمِعْتُ خُطْبَةَ نَبِيِّ اللهِ ﷺ - يُخْبِرُ خَبَرَنَا أَوْ كَمَا قَالَ: قَالَ: فَقُلْتُ لِأَبِي عُثْمَانَ: مِمَّنْ سَمِعْتَ هَذَا؟ قَالَ: مِنْ أُسَامَةَ بْنِ زَيْدٍ». قال ابن القيم: «وَمن خصائصها أَن جِبْرِيل دخل على النَّبِي ﷺ وَهِي عِنْده فرأته فِي صُورَة دحْيَة الْكَلْبِيّ».
كما ورد في «سنن الترمذي» عَنْ عمر بن أبي سلمة قَالَ: «لَمَّا نَزَلَتْ هَذِهِ الآيَةُ عَلَى النَّبِيِّ ﷺ (إِنَّمَا يُرِيدُ اللَّهُ لِيُذْهِبَ عَنْكُمُ الرِّجْسَ أَهْلَ الْبَيْتِ وَيُطَهِّرَكُمْ تَطْهِيرًا) فِي بَيْتِ أُمِّ سَلَمَةَ، فَدَعَا فَاطِمَةَ وَحَسَنًا وَحُسَيْنًا فَجَلَّلَهُمْ بِكِسَاءٍ، وَعَلِيٌّ خَلْفَ ظَهْرِهِ فَجَلَّلَهُ بِكِسَاءٍ ثُمَّ قَالَ: «اللَّهُمَّ هَؤُلَاءِ أَهْلُ بَيْتِي فَأَذْهِبْ عَنْهُمُ الرِّجْسَ وَطَهِّرْهُمْ تَطْهِيرًا». قَالَتْ أُمُّ سَلَمَةَ: وَأَنَا مَعَهُمْ يَا نَبِيَّ اللَّهِ، قَالَ: «أَنْتِ عَلَى مَكَانِكِ وَأَنْتِ عَلَى خَيْرٍ»».

### عند الشيعة
يرى الشيعة أن أم سلمة هي أفضل زوجات النبي بعد خديجة بنت خويلد، وأنها كانت مخلصةً لعلي بن أبي طالب. وجاء في رواية عن الإمام جعفر الصادق: «وأفضلهنّ خديجة بنت خويلد، ثمّ أمّ سلمة، ثمّ ميمونة بنت الحارث». وقال علي النمازي الشاهرودي: «وهي أفضل أزواجه بعد خديجة الكبرى، فاضلة عارفة جليلة، كثيرة الرواية، عظيمة القدر».

## أولادها
تربى أولاد أم سلمة في بيت النبي، وهم:
- سلمة بن أبي سلمة، صحابي،[127] قيل إنه هو الذي زوَّج أمه من النبي، ورُوي أن النبي زوّجه من أُمامة بنت حمزة ـ وهما صبيّان صغِيران ـ فلم يجتمعا حتى ماتا؛ فقال النبيّ: «هل جزيت سلمة!»، وقال البَلاَذُرِيُّ: ويقال إن الذي زوّجه إياها ابنها عمر؛ والأول أثبت. توفي سلمة بالمدينة في خلافة عبد الملك بن مروان، وولاية أَبَان بن عثمان على المدينة. وقال ابن حجر العسقلاني: «وزعم الواقديّ، وتبعه أبو حاتم وغيره، أنَّ سلمة عاش إلى خلافة عبد الملك بن مروان، وأما ما وقع أوَّلًا أنهما لم يجتمعا حتى ماتا فالمرادُ أنها ماتت قبل أن يدخل بها، ومات هو بعد ذلك؛ لكن قال ابن الكلبيّ: يقال مات سلمة قبل أن يجتمع بأُمامة».[128]
- عمر بن أبي سلمة، صحابي،[129][130] ولي البحرين في زمن علي بن أبي طالب، وشهد معه موقعة الجمل. قال الزبير: «كان قد شهد معه الجمل، ووهم من قال: إنه قتل فيها»،[131] وقال علي خان المدني: «وقال صاحب منهج المقال قتل مع أمير المؤمنين "  " بصفين وهو غلط وما ذكره ابن عبد البر هو الصحيح والله أعلم»،[132] وذكر ابن عبد البر وغيره أنه توفي بالمدينة سنة 83 هـ في خلافة عبد الملك بن مروان.[131]
- زينب بنت أبي سلمة، قيل كان اسمها بَرّة فسمَّاها رسولُ الله زينب، وتزوّجت من عبد الله بن زَمْعَة بن الأسود، فأنجبت له: عبد الرحمن ويزيد ووهبًا وأبا سلمة وكبيرًا وأبا عبيدة وقريبة وأمّ كلثوم وأمّ سلمة.[133]
- درة بنت أبي سلمة، وقيل اسمها رقية،[134] قال ابن عبد البر: «هي معروفة عند أهل العلم بالسير والخبر والحديث فِي بنات أم سلمة ربائب رَسُول اللَّهِ ﷺ».[135]

## طالع أيضًا
- الرسول محمد
- أبو سلمة بن عبد الأسد.
- سلمة بن أبي سلمة.
- الهجرة إلى الحبشة.

## الهوامش
1. ↑  روى ابن هشام في «سيرته» عن أم سلمة أنّها قالت: «لَمَّا أَجْمَعَ أَبُو سَلَمَةَ الْخُرُوجَ إلَى الْمَدِينَةِ رَحَلَ لِي بَعِيرَهُ ثُمَّ حَمَلَنِي عَلَيْهِ، وَحَمَلَ مَعِي ابْنِي سَلَمَةَ بْنَ أَبِي سَلَمَةَ فِي حِجْرِي، ثُمَّ خَرَجَ بِي يَقُودُ بِي بَعِيرَهُ، فَلَمَّا رَأَتْهُ رِجَالُ بَنِي الْمُغِيرَةِ بْنِ عَبْدِ اللَّهِ بْنِ عُمَرَ بْنِ مَخْزُومٍ قَامُوا إلَيْهِ، فَقَالُوا هَذِهِ نَفْسُكَ غَلَبْتنَا عَلَيْهَا، أَرَأَيْتَ صَاحِبَتَكَ هَذِهِ؟ عَلَامَ نَتْرُكُكَ تَسِيرُ بِهَا فِي الْبِلَادِ؟ قَالَتْ: فَنَزَعُوا خِطَامَ الْبَعِيرِ مِنْ يَدِهِ، فَأَخَذُونِي مِنْهُ. قَالَتْ: وَغَضِبَ عِنْدَ ذَلِكَ بَنُو عَبْدِ الْأَسَدِ، رَهْطُ أَبِي سَلَمَةَ، فَقَالُوا: لَا وَاَللَّهِ، لَا نَتْرُكُ ابْنَنَا عِنْدَهَا إذْ نَزَعْتُمُوهَا مِنْ صَاحِبِنَا. قَالَتْ: فَتَجَاذَبُوا بُنَيَّ سَلِمَةَ بَيْنَهُمْ حَتَّى خَلَعُوا يَدَهُ، وَانْطَلَقَ بِهِ بَنُو عَبْدِ الْأَسَدِ، وَحَبَسَنِي بَنُو الْمُغِيرَةِ عِنْدَهُمْ، وَانْطَلَقَ زَوْجِي أَبُو سَلَمَةَ إلَى الْمَدِينَةِ. قَالَتْ: فَفُرَِقَ بَيْنِي وَبَيْنَ زَوْجِي وَبَيْنَ ابْنِي. قَالَتْ: فَكُنْتُ أَخْرُجُ كُلَّ غَدَاةٍ فَأَجْلِسُ بِالْأَبْطُحِ، فَمَا أَزَالُ أَبْكِي، حَتَّى أَمْسَى سَنَةً أَوْ قَرِيبًا مِنْهَا حَتَّى مَرَّ بِي رَجُلٌ مِنْ بَنِي عَمِّي، أَحَدُ بَنِي الْمُغِيرَةِ، فَرَأَى مَا بِي فَرَحِمَنِي فَقَالَ لِبَنِي الْمُغِيرَةِ: أَلَا تُخْرِجُونَ هَذِهِ الْمِسْكِينَةَ، فَرَّقْتُمْ بَيْنَهَا وَبَيْنَ زَوْجِهَا وَبَيْنَ وَلَدِهَا! قَالَتْ: فَقَالُوا لِي: الْحَقِي بِزَوْجِكَ إنْ شِئْتِ. قَالَتْ: وَرَدَّ بَنُو عَبْدِ الْأَسَدِ إلَيَّ عِنْدَ ذَلِكَ ابْنِي. قَالَتْ: فَارْتَحَلْتُ بَعِيرِي ثُمَّ أَخَذْتُ ابْنِي فَوَضَعْتُهُ فِي حِجْرِي، ثُمَّ خَرَجْتُ أُرِيدُ زَوْجِي بِالْمَدِينَةِ. قَالَتْ: وَمَا مَعِي أَحَدٌ مِنْ خَلْقِ اللَّهِ. قَالَتْ: فَقُلْتُ: أَتَبَلَّغُ بِمَنْ لَقِيتُ حَتَّى أَقْدَمَ عَلَيَّ زَوْجِي، حَتَّى إذَا كُنْتُ بِالتَّنْعِيمِ لَقِيتُ عُثْمَانَ بْنَ طَلْحَةَ بْنِ أَبِي طَلْحَةَ أَخَا بَنِي عَبْدِ الدَّارِ، فَقَالَ لِي: إلَى أَيْنَ يَا بِنْتَ أَبِي أُمَيَّةَ؟ قَالَتْ: فَقُلْتُ: أُرِيدُ زَوْجِي بِالْمَدِينَةِ. قَالَ: أَوَمَا مَعَكَ أَحَدٌ؟! قَالَتْ: فَقُلْتُ: لَا وَاَللَّهِ، إلَّا اللَّهُ وَبُنَيَّ هَذَا. قَالَ: وَاَللَّهِ مَا لَكَ مِنْ مَتْرَكٍ، فَأَخَذَ بِخِطَامِ الْبَعِيرِ، فَانْطَلَقَ مَعِي يهوى بى، فو الله مَا صَحِبْتُ رَجُلًا مِنْ الْعَرَبِ قَطُّ أَرَى أَنَّهُ كَانَ أَكْرَمَ مِنْهُ، كَانَ إذَا بَلَغَ الْمَنْزِلَ أَنَاخَ بِي، ثُمَّ اسْتَأْخَرَ عَنِّي، حَتَّى إذَا نَزَلْتُ اسْتَأْخَرَ بِبَعِيرِي، فَحَطَّ عَنْهُ، ثُمَّ قَيَّدَهُ فِي الشَّجَرَةِ، ثُمَّ  تَنَحَّى عَنِّي إلَى شَجَرَةٍ، فَاضْطَجَعَ تَحْتَهَا، فَإِذَا دَنَا الرَّوَاحُ، قَامَ إلَى بَعِيرِي فَقَدَّمَهُ فَرَحَلَهُ، ثُمَّ اسْتَأْخَرَ عَنِّي، وَقَالَ: ارْكَبِي. فَإِذَا رَكِبْتُ وَاسْتَوَيْتُ عَلَى بَعِيرِي أَتَى فَأَخَذَ بِخِطَامِهِ، فَقَادَهُ، حَتَّى يَنْزِلَ بِي. فَلَمْ يَزَلْ يَصْنَعُ ذَلِكَ بِي حَتَّى أَقْدَمَنِي الْمَدِينَةَ، فَلَمَّا نَظَرَ إلَى قَرْيَةِ بَنِي عَمْرِو بْنِ عَوْفٍ بقُباءٍ، قَالَ: زَوْجُكَ فِي هَذِهِ الْقَرْيَةِ- وَكَانَ أَبُو سَلَمَةَ بِهَا نَازِلًا- فَادْخُلِيهَا عَلَى بَرَكَةِ اللَّهِ، ثُمَّ انْصَرَفَ رَاجِعًا إلَى مَكَّةَ. قَالَ: فَكَانَتْ تَقُولُ: وَاَللَّهِ مَا أَعْلَمُ أَهْلَ بَيْتٍ فِي الْإِسْلَامِ أَصَابَهُمْ مَا أَصَابَ آلَ أَبِي سَلَمَةَ، وَمَا رَأَيْتُ صَاحِبًا قَطُّ كَانَ أَكْرَمَ مِنْ عُثْمَانَ بْنِ طَلْحَةَ». (المصدر: عبد الملك بن هشام؛ تحقيقُ: مصطفى السقا وإبراهيم الأبياري وعبد الحفيظ الشلبي (1375هـ - 1955 م). سيرة ابن هشام (ط. الثانية). شركة مكتبة ومطبعة مصطفى البابي الحلبي وأولاده بمصر. ج. الجُزء الأول. ص. 469-470. مؤرشف من الأصل في 2021-05-20. {{استشهاد بكتاب}}: تحقق من التاريخ في: |تاريخ النشر= (مساعدة))
2. ↑  الأيِّم: المرأة التي فقدت زوجها. (المصدر: عبد الرحمن رأفت الباشا (1417 هـ - 1996 م). صور من حياة الصحابيات (ط. الأولى). دار الأدب الإسلامي. ص. 121. مؤرشف من الأصل في 2021-09-21. {{استشهاد بكتاب}}: تحقق من التاريخ في: |تاريخ= (مساعدة))
3. ↑  عن أنس: «أَنَّ النَّبِيَّ -ﷺ- تَزَوَّجَ أُمَّ سَلَمَةَ عَلَى مَتَاعٍ قِيمَتُهُ عَشَرَةُ دَرَاهِمَ»، قال الهيثمي: «رَوَاهُ أَبُو يَعْلَى، وَالْبَزَّارُ، وَالطَّبَرَانِيُّ، وَفِيهِ [أي في سنده] الْحَكَمُ بْنُ عَطِيَّةَ، وَهُوَ ضَعِيفٌ». (المصدر: الهيثمي 1994، صفحة 282، الجزء 4)
4. ↑  روى الطبراني عن أنس أنه قال: «أَوْلَمَ رَسُولُ اللَّهِ -ﷺ- عَلَى أُمِّ سَلَمَةَ بِتَمْرٍ وَسَمْنٍ»، قال الهيثمي: «قُلْتُ: لَهُ فِي الصَّحيحِ الْوَلِيمَةُ عَلَى صَفِيَّةَ، وَهَذَا عَلَى أُمِّ سَلَمَةَ. رَوَاهُ الطَّبَرَانِيُّ فِي الْأَوْسَطِ، وَرِجَالُهُ ثِقَاتٌ». (المصدر: الهيثمي 1994، صفحة 50، الجزء 4)
5. ↑  الحديث ضعفه محمد ناصر الدين الألباني في «ضعيف سنن ابن ماجه». (المصدر: "حول الروايات الواردة في جهاز فاطمة بنت رسول الله صلى الله عليه وسلم". الإسلام سؤال وجواب. مؤرشف من الأصل في 2021-09-04.)
6. ↑  قال الهيثمي بعد عرض الحديث: «رَوَاهُ أَحْمَدُ، وَرِجَالُهُ رِجَالُ الصَّحِيحِ، وَرَوَاهُ أَبُو يَعْلَى». (المصدر: الهيثمي 1994، صفحة 133، الجزء 6)
7. ↑  روى الطبراني عن عبد الله بن عمر بن الخطاب أنه قال: «كَانَ رَسُولُ اللَّهِ - ﷺ - إِذَا أَرَادَ سَفَرًا أَقْرَعَ بَيْنَ نِسَائِهِ أَثْلَاثًا، فَمَنْ أَصَابَتْهُ الْقُرْعَةُ خَرَجَ بِهِنَّ مَعَهُ، فَكُنَّ يَخْرُجْنَ يَسْقِينَ الْمَاءَ، وَيُدَاوِينَ الْجَرْحَى، فَلَمَّا غَزَا بَنِي الْمُصْطَلِقِ أَقْرَعَ بَيْنَهُنَّ، فَأَصَابَتِ الْقَرْعَةُ عَائِشَةَ، وَأُمَّ سَلَمَةَ، فَخَرَجَ بِهِمَا مَعَهُ، فَلَمَّا كَانُوا بِبَعْضِ الطَّرِيقِ مَالَ رَحْلُ أُمِّ سَلَمَةَ، فَأَبْرَكُوا بَعِيرَهَا لِيُصْلِحُوا رَحْلَهَا. وَكَانَتْ عَائِشَةُ تُرِيدُ قَضَاءَ حَاجَةٍ، فَلَمَّا أَبْرَكُوا إِبِلَهُمْ قَالَتْ عَائِشَةُ: فَقُلْتُ فِي نَفْسِي: إِلَى مَا يُصْلِحُوا رَحْلَ أُمِّ سَلَمَةَ أَقْضِي حَاجَتِي....». قال الهيثمي في «مجمع الزوائد ومنبع الفوائد» بعد عرض الحديث: «رَوَاهُ الطَّبَرَانِيُّ، وَفِيهِ إِسْمَاعِيلُ بْنُ يَحْيَى بْنِ عُبَيْدِ اللَّهِ التَّيْمِيُّ، وَهُوَ كَذَّابٌ». (المصدر: الهيثمي 1994، صفحة 237-240، الجزء 9)
8. ↑  قال الهيثمي: «رَوَاهُ الطَّبَرَانِيُّ، وَرِجَالُهُ ثِقَاتٌ». (المصدر: الهيثمي 1994، صفحة 152، الجزء 6)
9. ↑  أي لعلها لاتكون؛ النفي من باب الدعاء.
10. ↑  جاء في موقع إسلام ويب حول الحديث: «وإسناده واه جدا؛ الواقدي متروك مع سعة علمه. وابن أبي سبرة هو أبو بكر بن عبد الله بن محمد بن أبي سبرة بن أبي رهم العامري: رموه بالوضع، كما في التقريب». (المصدر: "قصة التمرات السبع وقصة الثلاثين صاعا من شعير - إسلام ويب - مركز الفتوى". إسلام ويب. مؤرشف من الأصل في 2021-09-04.)
11. ↑  قال الهيثمي بعد عرض الحديث: «رَوَاهُ الطَّبَرَانِيُّ فِي الْكَبِيرِ، وَفِيهِ الْحُسَيْنُ بْنُ عَازِبٍ، وَلَمْ أَجِدْ مَنْ تَرْجَمَهُ». (المصدر: الهيثمي 1994، صفحة 273، الجزء 3)
12. ↑  تقول حصة بنت عبد الكريم الزايد في كتابها «سيرة أم المؤمنين أم سلمة رضي الله عنها»: «وبعد أن تحدثنا عن جهاد أم المؤمنين أم سلمة  في حياة رسول الله ﷺ، فإن هذا يقودنا إلى تساؤل: هل شاركت أم سلمة  بعد وفاة رسول الله ﷺ في الجهاد؟. ونتيجة لتتبعي في كتب السيرة عن هذا الموضوع وجدت أن أم سلمة  لم تشارك في القتال، وأنها عاشت وبقيت في المدينة، واكتفت بتعليم الناس أمور دينهم. وأعتقد -والله أعلم بالصواب- أنها لم تشارك في المعارك وذلك امتثالا لأمر الرسول الكريم ﷺ في الحديث الذي روته أم سلمة عن رسول الله ﷺ في حجة الوداع: «إنما هي هذه الحجة، ثم الجلوس على ظهور الحصر في البيوت»». (المصدر: حصة بنت عبد الكريم 2001، صفحة 148)
13. ↑  روى الطبراني عن الهيثم بن عدي قال: «أَوَّلُ مَنْ هَلَكَ مِنْ أَزْوَاجِ النَّبِيِّ - ﷺ - زَيْنَبُ بِنْتُ جَحْشٍ، هَلَكَتْ فِي خِلَافَةِ عُمَرَ، وَآخِرُ مَنْ هَلَكَتْ أُمُّ سَلَمَةَ زَمَنَ يَزِيدَ بْنِ مُعَاوِيَةَ سَنَةَ ثِنْتَيْنِ وَسِتِّينَ». قال الهيثمي: «رَوَاهُ الطَّبَرَانِيُّ، وَرِجَالُهُ ثِقَاتٌ». (المصدر: الهيثمي 1994، صفحة 245-246، الجزء 9)
14. ↑  قال ابن حجر العسقلاني: «وكذلك ما حكى ابْنُ عَبْدِ البَرِّ: أنَّ أم سلمة أوصت أن يصلِّي عليها سعيد بن زيد، فإن سعيدًا مات سنة خمسين، أو سنة إحدى، أو اثنتين، فيلزم منه أن تكون ماتت قبل ذلك، وليس كذلك اتفاقًا، ويمكن تأويله بأنها مرضت فأوصتْ بذلك، ثم عوفيت». (المصدر: الإصابة لابن حجر العسقلاني، ج8، ص407)
15. ↑  قال البلاذري في «أنساب الأشراف»: «وتوفيت أم سلمة فِي شوال سنة تسع وخمسين، ودفنت بالبقيع. ونزل فِي قبرها سلمة، وعمر ابناها، وعبد اللَّهِ بْن عَبْدِ اللَّهِ بْنِ أَبِي أمية وهو ابن أختها. ويقال إن أم سلمة توفيت فِي شهر رمضان سنة تسع وخمسين، وَكَانَ الوالي بالمدينة الوليد بن عتبة بن أبي سفيان. فخرج فصلى العصر ثُمَّ صلى عليها، وَفِي الناس ابن عمر وَأَبُو سعيد الخدري. ويقال إن أم سلمة أوصت أن لايصلي عليها الوليد بن عتبة، فركب فِي حاجة لَهُ استحياء من الناس، وصلى عليها أَبُو هريرة. وقد قيل إنها توفيت سنة إحدى وستين يوم عاشوراء. ويقال إن الوليد كَانَ غائبًا، وقد استخلف أبا هريرة، فصلى عليها أَبُو هريرة وكبر أربعا». (المصدر: البلاذري 1978، صفحة 432، الجزء 1)

## وصلات خارجية
- شبكة الألوكة - مقال بعنوان: أم سلمة رضي الله عنها.
- موقع محمد راتب النابلسي - سيرة السيدة هند بنت أبي أمية أم سلمة.
- أم سلمة - موقع قصة الإسلام، إشراف: راغب السرجاني.
- لحظات من حياة أم سلمة - موقع الصحابة.